# Daniel Timofte
Daniel Timofte (Petrila, 1º ottobre 1967) è un allenatore di calcio ed ex calciatore rumeno, di ruolo centrocampista, vice-allenatore dell'Astra Giurgiu.

## Carriera

### Giocatore
Timofte ha debuttato in Liga I il 31 agosto 1986 (Jiul Petroşani - Chimia Râmnicu-Vâlcea 3-1). Rimase nel Jiul nonostante la retrocessione e contribuì l'anno successivo alla risalita nella massima divisione.
Passò alla Dinamo Bucarest nel 1989 dove vinse uno scudetto. Successivamente giocò in Germania, nel Bayer Uerdingen e in Turchia, nel Samsunspor. Chiuse la sua carriera di giocatore nella stagione 1999-2000 dove ritornò alla Dinamo Bucarest.

### Allenatore
Iniziò la carriera di allenatore nello Sportul Studenţesc, passò successivamente allo Jiul Petroşani e al CF Braila.

## Nazionale
Debuttò in Nazionale romena nel 1990, partecipando ai Mondiali: negli ottavi di finale, contro l'Irlanda, fallì il rigore che causò l'eliminazione della sua squadra.

## Palmarès

### Club

#### Competizioni nazionali
- Campionato rumeno: 2

Dinamo Bucarest: 1989-1990, 1999-2000
- Coppa di Romania: 2

Dinamo Bucarest: 1989-1990, 1999-2000
- Campionato tedesco di seconda divisione: 1

Bayer Uerdingen: 1991-1992

#### Competizioni internazionali
- Coppa dei Balcani per club: 1

Samsunspor: 1993-1994